# Lubor Matouš
Lubor Matouš (2. listopadu 1908 Náchod – 2. dubna 1984 Praha) byl český orientalista zaměřující se na asyrologii a sumerologii, řádný profesor Univerzity Karlovy. Studoval klínové písmo na UK u Bedřicha Hrozného a poté na Lipské univerzitě u Benno Landsbergera (1930 PhDr.). Po studiích bádal v Kaneši a Istanbulu, během druhé světové války bojoval na straně Spojenců a byl těžce zraněn u Dunkerque v roce 1944, po zranění byl povýšen na četaře a do roku 1946 se léčil. Od roku 1946 působil zpět v Československu na UK (1952 doc., 1955 prof.) do roku 1973.
Mezi jeho dílo patří česká gramatika akkadštiny, přeložil Epos o Gilgamešovi, na některých pracích spolupracoval se svoji ženou, grafičkou Marií.

## Dílo
- Die lexikalischen Tafelserien der Babylonier und Assyrer in den Berliner Museen, 1933
- O čem nám vyprávějí kappadocké tabulky. Assyrské obchodní kolonie v Malé Asii ve 20. stol. př. Kr. Praha: [s.n.], 1948.
- Stopami zašlých kultur: O práci profesora Bedřicha Hrozného, 1949
- Bedřich Hrozný: Leben und Forschungswerk eines tschechischen Orientalisten. Prag: Orbis, [1949].
- Základy akkadské gramatiky, 1952
- Zur Bürgschaft in der Handelskolonie Kaniš. Göttingen: [s.n.], 1976.
- Die Entstehung des Gilgamesch-Epos. Berlin: Akademie-Verlag, 1977.
- Verkauf des 'Hauses' in Kaneš nach I 568. Praha: [s.n.], 1979.
- Zur Bestimmung der einheimischen Fälligkeitstermine in "kappadokischen" Tafeln. S.l.: [s.n.], 1980
- Zur Korrespondenz des Imdi-Ilum mit Taram-Kubi. S.l.: [s.n.], 1982
- Kappadokische Keilschrifttafeln mit Siegeln aus den Sammlungen der Karlsuniversität in Prag, 1984
- Epos o Gilgamešovi. Praha: Mladá Fronta, 1997.